# Panny wyklęte: wygnane vol. 1
Panny wyklęte: wygnane vol. 1 - kompilacja nagrań polskich wykonawców, w tym. m.in. takich jak: Katarzyna Groniec, Lilu, Ania Brachaczek oraz Kasia Kowalska. Wydawnictwo ukazało się 8 listopada 2014 roku nakładem Fundacji Niepodległości w dystrybucji Fonografiki. Wcześniej nagrania ukazały się jako dodatek do październikowego wydania czasopisma W Sieci.
Album dotarł do 45. miejsca polskiej listy przebojów - OLiS.

## Lista utworów
Źródło.
| Nr  | Tytuł utworu                                                             | Długość |
| --- | ------------------------------------------------------------------------ | ------- |
| 1.  | „Tam Gdzie Nie Ma Słów” (Anna Witczak-Czerniawska, Maleo Reggae Rockers) | 4:17    |
| 2.  | „Nierealny” (Marcelina Stoszek, Maleo Reggae Rockers)                    | 3:32    |
| 3.  | „Piosenka O Wojtku” (Marika, Maleo Reggae Rockers)                       | 4:01    |
| 4.  | „Tułacze” (Dziewczyny, Maleo Reggae Rockers)                             | 2:56    |
| 5.  | „La Speranza” (Gonix, Maleo Reggae Rockers)                              | 3:25    |
| 6.  | „Kapral Wojtek” (Ifi Ude, Maleo Reggae Rockers)                          | 3:57    |
| 7.  | „Wariatka” (Ania Brachaczek, Maleo Reggae Rockers)                       | 3:49    |
| 8.  | „Tęsknota” (Katarzyna Groniec, Maleo Reggae Rockers)                     | 3:59    |
| 9.  | „Przyjaciółki” (Lilu, Fala, Maleo Reggae Rockers)                        | 5:51    |
| 10. | „List” (Lilu, Mona, Dore, Gonix, Maleo Reggae Rockers)                   | 5:16    |
| 11. | „Jasieńku” (Kasia Malejonek, Maleo Reggae Rockers)                       | 4:28    |
| 12. | „Wstań I Walcz” (Kasia Kowalska, Maleo Reggae Rockers)                   | 3:00    |
| 13. | „Historie Zagubione” (Marcelina Stoszek, Maleo Reggae Rockers)           | 4:31    |
| 14. | „Hibaba, Bądź Silna!” (Angelika Korszyńska-Górny, Maleo Reggae Rockers)  | 3:39    |
| 15. | „Pieśń Wiktorii” (Ania Rusowicz)                                         | 4:05    |
|     |                                                                          | 1:00:46 |